# Briseur de grève
Ne doit pas être confondu avec Le Briseur de grève.

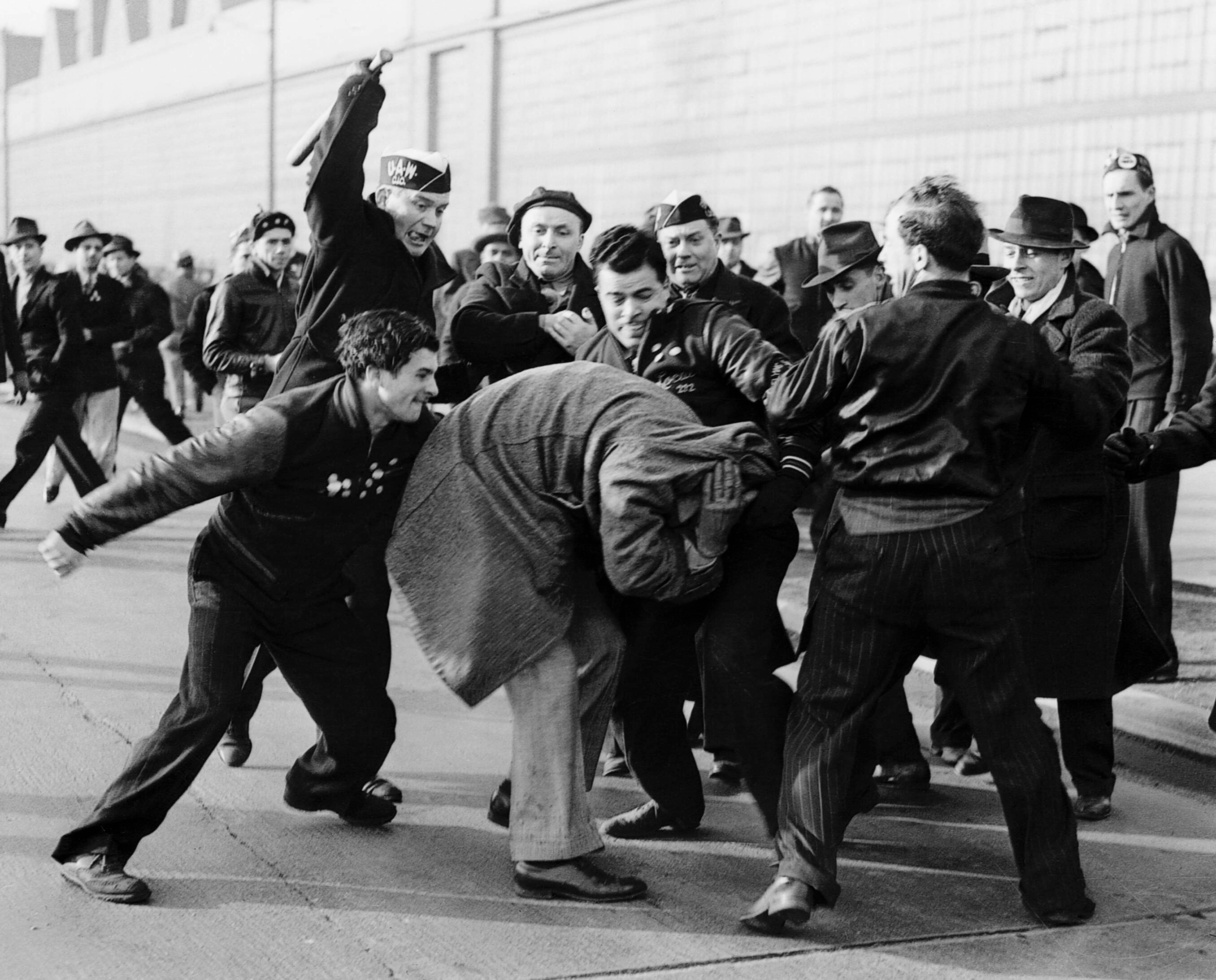
Ford Strikers Riot, photographie montrant un briseur de grève se faisant battre par des travailleurs de l'United Auto Workers, le 3 avril 1941.

Un briseur de grève est un travailleur embauché pour remplacer un salarié en grève ou en lock-out. Il vise à rendre inefficace une grève en permettant à l'entreprise de continuer ses activités (d'où le terme de « briseur » de grève).
Selon les pays, leur utilisation est permise, encadrée ou simplement prohibée.

## En Amérique

### Aux États-Unis
Dans l'argot américain, le terme « jaune » se traduit par union scab. Il existe dans le corpus des chansons populaires américaines (folksong) une chanson se moquant d'un « jaune » travaillant pour la compagnie ferroviaire South Pacific Railway.
Elle fut notamment interprétée par le grand folksinger Pete Seeger.
Intitulée Casey Jones the union scab elle met en scène une version négative de Casey Jones, un cheminot modèle de la fin du XIXe siècle, ici portraituré en briseur de grève, qui, même mort (et expédié au paradis), entreprend de briser une grève des musiciens célestes de saint Pierre... Ceux-ci, organisés en syndicat, ne se font pas faute de le ré-expédier en Enfer, où Satan l'invite manu militari à pelleter du soufre dans les chaudières de l'Enfer la morale de la chanson est « voilà c'qu'on gagne à faire le Jaune pour la South Pacific ».
Sur un plan plus factuel, le patronat américain de la première moitié du XXe siècle n'a jamais reculé devant l'utilisation de briseurs de grève équipés d'armes à feu et extrêmement violents, en utilisant notamment les agences de détectives privés Pinkerton ou Baldwin and Felts pour encadrer les « gros bras » recrutés pour briser des grèves, notamment chez les mineurs de charbon du Kentucky.[réf. nécessaire]
La famille Rockefeller organisa ainsi les massacres de Ludlow en 1914 pour briser des grèves de mineurs dans le Colorado avec le concours de l'agence Pinkerton.[réf. nécessaire]
Six ans plus tard, la grève très dure dans le comté de Matewan, au cours de laquelle les briseurs de grève de l'agence Baldwin-Felts allèrent jusqu'à utiliser des avions pour parvenir à leurs fins est restée dans l'histoire américaine sous le nom de Battle of Matewan.
Dans l'empire industriel créé par Henry Ford, un homme incarne à lui tout seul le terme de briseur de grèves : il s'agit d'Harry Bennett (en), un ancien matelot et boxeur poids léger, recruté par Henry Ford en 1917 comme garde du corps alors même qu'il venait d'être impliqué dans une bagarre de rues.
Henry Ford fit de Bennett son responsable de la sécurité intérieure avec pour mission principale d'empêcher le syndicat UAW de s'implanter dans l'usine de River Rouge, alors en pleine expansion, et qui devait compter jusqu'à 80 000 employés. Benett recruta une véritable armée privée de « durs » (boxeurs, catcheurs, policiers révoqués pour brutalité, voire carrément ex-voyous et ex-bootleggers) et qui compta jusqu'à 3 000 membres. Leurs activités étaient multiples, allant de l'espionnage et la délation (ils étaient temporairement affectés aux chaînes de production) à l'action violente (armes à feu incluses) comme lors de la bataille de l'Overpass. Avec la crise économique de 1929, Henry Ford, qui avait tout d'abord été un patron « social », payant des salaires  élevés se lança dans une spirale d'augmentation des rendements, au point de rendre les conditions d'existence insoutenables pour ses employés (cf. le film de Charlie Chaplin Les Temps modernes). Bennett (qui portait constamment sur lui deux revolvers) fut alors le bras armé de ces méthodes brutales de gestion du personnel et devint un personnage tout-puissant ou presque au sein de l'entreprise, alors même que la santé d'Henry Ford déclinait et que son successeur potentiel, son fils Edsel Ford était de plus en plus handicapé par les conséquences du cancer qui devait l'emporter. Il fut finalement destitué et licencié par Henry Ford II en 1944, sur l'insistance de sa mère (veuve d'Edsel Ford) et de Clara Bryant Ford, sa grand-mère. 
Bennett, qui craignait pour sa vie, s'était fait construire deux résidences fortifiées comme des châteaux médiévaux (construction en béton armé, douves, passages secrets, tunnels, cages à lions, nids de mitrailleuses et aérodrome privé). L'une d'elles est devenue une demeure privée et l'autre à longtemps fait partie d'une colonie de vacances de scouts, aujourd'hui désaffectée. Inévitablement, diverses légendes urbaines courent sur ce personnage, notamment sur des enlèvements et des exécutions sommaires de personnes indésirables à la « bonne marche » de l'empire Ford.
Il existe désormais des entreprises spécialisées dans le remplacement de tous types de personnels effectuant des grèves, telles la société Huffmaster.

### Au Canada
Au Canada, deux provinces ont des législations interdisant l'usage des briseurs de grève : la Colombie-Britannique et le Québec. L'Ontario a eu une telle législation de 1992 à 1995.
Adoptée en 1970, la législation britanno-colombienne prohibe l'usage de briseurs de grève professionnels.
La législation québécoise est plus stricte. Le Code du travail édicte un grand nombre de situations où des personnes ne peuvent remplacer un travail en grève ou en lock-out,. De manière générale, le Code prévoit deux situations. D'abord, au sein de l'établissement en grève, il n'est possible pour l'employeur que d'utiliser les cadres pour effectuer le travail des employés en grève et seulement si ceux ont été engagés avant le début des négociations de la convention collective. Toutefois, à l'extérieur de l'établissement, l'employeur peut y faire transférer le travail des employés. Ainsi, un employeur peut utiliser des employés d'autres établissements non en grève ou sous-traiter auprès d'une autre entreprise.
Au niveau fédéral, des discussions ont lieu régulièrement pour instaurer une limitation à l'utilisation des briseurs de grève.[réf. nécessaire] Toutefois, le dernier vote à la Chambre des communes, en mars 2007, s'est soldé par 122 voix en faveur et 177 voix en défaveur. Théoriquement toutefois, il est interdit d'utiliser ou d'engager quelqu'un durant une grève ou un lock-out pour tenter de miner la capacité de représentation d'un syndicat.

## En Europe

### En Belgique
En Belgique francophone, on utilise, pour les briseurs de grève, le qualificatif (péjoratif) de jaune.

### En Espagne
En Espagne, le terme esquirol est utilisé pour désigner un briseur de grève. Ce nom vient du catalan « esquirol », qui désigne à la fois un écureuil et la Santa Maria de Corcó surnommé ainsi pour son auberge éponyme qui avait cet animal dans une cage dans le hall d'entrée au XIXe siècle. Au début du XXe siècle, certains habitants de cette ville entourée par des usines de textile avaient offerts de travailler à la place des grévistes, donnant lieu au surnom péjoratif.

La chanson qui servit d'hymne aux grèves des mineurs dans les Asturies en 1934, sauvagement réprimées par les troupes coloniales de Franco sur ordre de la République espagnole, (3 000 morts), Santa Barbara Bendita (Connue également comme El Pozo Maria Luisa) comprend dans son dernier couplet (pas toujours chanté vu sa robuste grossièreté) les deux vers suivants:
Cago en los capataces
Accionistas (Alternativement Arribistas)  y Esquiroles
J'emmerde les contremaîtres
les actionnaires (ou les arrivistes) et les briseurs de grève

### En France
L'expression « jaune » ayant pour connotations « briseur de grève » puis « traître », comme dans la désignation Syndicalisme jaune.

### En Italie
En Italie, le terme crumiro est aujourd'hui utilisé avec une connotation négative pour désigner un travailleur qui n'adhère pas à un mouvement de grève et continue son activité salariée.